# Jimmy Martin (Musiker)
James H. „Jimmy“ Martin (* 10. August 1927 in Sneedville, Tennessee; † 14. Mai 2005 in Nashville, Tennessee) war ein US-amerikanischer Bluegrass-Musiker und -Sänger. Er war Gitarrist in Bill Monroes Begleitband, den Bluegrass Boys, und hatte damit wesentlichen Anteil an der Entwicklung des Bluegrass.

## Leben

### Kindheit und Jugend
Jimmy Martin wuchs in den Cumberland Mountains im östlichen Tennessee auf. Schon früh interessierte er sich für die Musik Monroes, denn in den 1930er Jahren war der mit seinem Bruder Charlie Monroe schon äußerst erfolgreich. Mit Monroe als Vorbild fasste Martin den Entschluss, ebenfalls Musiker zu werden. Als Jugendlicher begann er in der Umgebung von Morristown, Tennessee, bei Radiosendern zu arbeiten.

### Karriere
Mit 22 Jahren spielte er in Nashville, Tennessee, Bill Monroe vor, um den vorher ausgestiegenen Mac Wiseman zu ersetzen. Martin beeindruckte Monroe und er nahm ihn als Gitarristen in die Bluegrass Boys auf. Die nächsten vier Jahre spielte er mit Monroe zusammen und nahm mit ihm insgesamt 46 Platten bei den Decca Records auf. Als Gitarrist hatte er wesentlichen Anteil an der Entstehung des Lonesome High-Sounds, der einen langsameren Rhythmus und noch höhere Gesangsteile hervorbrachte. 1951 nahm er dann mit Sonny Osborne bei den King Records verschiedene Platten auf und wirkte ebenfalls in Bill Monroes Shanadoah Valley Trio  mit, deren Aufnahmen bei den Columbia Records veröffentlicht wurden. 1954 war die Zusammenarbeit mit Monroe jedoch endgültig zu Ende.
Nachdem er mit den Osborne Brothers bei den RCA Records einige Platten aufgenommen hatte, gründete er 1955 die Sunny Mountain Boys. Neben Auftritten in der Grand Ole Opry spielte er auch in der Louisiana Hayride und im WWVA Jamboree. Anfang 1956 unterschrieb er bei den Decca Records, bei denen er in den nächsten zwei Jahren mehrere Top-40-Chartplatzierungen erreichen konnte. Während der 1960er Jahre konnte er sogar mehrere Hits verzeichnen und wurde ein gefragter Musiker auf verschiedenen Bluegrass-Veranstaltungen. Einige der seiner größten Hits sind Hit Parade Of Love, Sophronie, Tennessee und Widow Maker. Martin war der erste Musiker, der Bluegrass auch im „Mainstream“ etablierte, da er sich nicht, wie andere Musiker, auf die Instrumente, sondern auf den Gesang konzentrierte. 1971 arbeitete er mit der modernen Nitty Gritty Dirt Band zusammen; er steuerte zu ihrem Album Will The Circle Be Unbroken die Stücke I Saw The Light und Sunny Side Of The Mountain bei.
Nachdem Martin 1974 Decca verlassen hatte, kam er zuerst bei den Starday Records, dann bei den Gusto Records zu einem Plattenvertrag. Fast ein Jahrzehnt lang blieb er bei Gusto und veröffentlichte insgesamt sechs Alben dort. In den 1980er Jahren gründete er sein eigenes Label, da Gusto schließen musste. 1999 wurde seine Biografie True Adventures With The King Of Bluegrass veröffentlicht, 2003 der Dokumentarfilm King Of Bluegrass: The Life & Times of Jimmy Martin. Bis zu seinem Tod trat Martin öffentlich auf.
Jimmy Martin verstarb am 14. Mai 2005 im Alter von 78 Jahren an den Folgen von Krebs in Nashville. Martin wurde auf dem Spring Hill Cemetery in Madison, Tennessee beigesetzt. Er wurde 1995 in die International Bluegrass Music Hall of Honor aufgenommen.

## Diskografie

### Singles
| Jahr                                | Titel                                                           | Anmerkungen                                       |
| ----------------------------------- | --------------------------------------------------------------- | ------------------------------------------------- |
| King Records mit Sonny Osborne      |                                                                 |                                                   |
| 1951                                | She’s Just A Cute Thing / My Lovely Home                        |                                                   |
| 1953                                | Blue Eyed Darlin’ / You’ll Never Be The Same                    |                                                   |
| 1978                                | Blue Eyed Darlin’ / She’s Just A Cute Thing                     | Wiederveröffentlichung                            |
| RCA Victor mit den Osborne Brothers |                                                                 |                                                   |
| 1954                                | Save It Save It / 20-20 Vision                                  |                                                   |
| 1955                                | Chalk Uo Another One / I Pulled A Boo Boo                       |                                                   |
| 1955                                | They Didn’t Know The Difference / That’s How I Can Count On You |                                                   |
| Decca Records                       |                                                                 |                                                   |
| 191956                              | On And On / I Believed In You Darling                           | mit Bill Monroe                                   |
| 1956                                | You’ll Be A Lost Ball / Hit Parade Of Love                      |                                                   |
| 1957                                | I’m The Boss (Of This Here House) / God Bite Your Hide          |                                                   |
| 1957                                | Skip Hop and Wobble / I’ll Drink No More Wine                   |                                                   |
| 1958                                | Ocean Of Diamonds / Sophronie                                   |                                                   |
| 1958                                | Rock Hearts / I’ll Never Take No For An Answer                  |                                                   |
| 1959                                | I Like To Hear 'Em Preach It / Voice Of My Savior               |                                                   |
| 1959                                | Night / It’s Not My Home                                        |                                                   |
| 1959                                | She Left Me Again / Old Whatcha Got                             |                                                   |
| 1960                                | In Foggy Old London / Joke’s On You                             |                                                   |
| 1960                                | Bear Tracks / You Don’t Know My Mind                            |                                                   |
| 1960                                | Old Fashioned Christmas / Hold To God’s Unchanging Hand         |                                                   |
| 1960                                | Deep River / What Was I Supposed To Do                          | Pseudonym als Paul Williams                       |
| 1961                                | Hi-De Diddle / My Walking Shoes                                 |                                                   |
| 1961                                | I Can, I Will, I Do Believe / There Was A Love                  |                                                   |
| 1962                                | God Is Always The Same / God Guides Our Leader’s Hand           |                                                   |
| 1962                                | Don’t Cry To Me / Poor Little Bull Frog                         |                                                   |
| 1962                                | Prayer Bell Of Heaven / Shut-In’s Prayer                        |                                                   |
| 1963                                | Old Man’s Drunk Again / Hey Lonesome                            |                                                   |
| 1963                                | Widow Maker / Red River Valley                                  | Red River Valley von Riley Puckett und Hugh Cross |
| 1964                                | Leavin' Town / I'd Rather Have America                          |                                                   |
| 1964                                | Guitar Pickin' President / It Takes To Know One                 |                                                   |
| 1965                                | 20-20 Vision / Sunny Side Of The Mountain                       |                                                   |
| 1965                                | Last Song / Sweet Dixie                                         |                                                   |
| 1966                                | I Can’t Quiet Cigarettes / Run Boy Run                          |                                                   |
| 1966                                | Who'll Sing For Me / Goodbye                                    |                                                   |
| 1966                                | Home Run Man / You’re Gonna Change                              |                                                   |
| 1967                                | Pray The Clouds Away / Give Me The Roses Now                    |                                                   |
| 1967                                | Big Country / Living Like A Fool                                |                                                   |
| 1967                                | Wild Indian / Goin' Ape (Over You)                              |                                                   |
| 1968                                | Tennessee / Steal Away Somewhere And Die                        |                                                   |
| 1968                                | Free Born Man / Losing You                                      |                                                   |
| 1969                                | Moonshine Hollow / Red Rooster                                  |                                                   |
| 1969                                | Give Me Your Hand / Little White Church                         |                                                   |
| 1969                                | Shackles And Chains / Milwaukee Here I Come                     |                                                   |
| 1970                                | Arab Bounce / I’ve Got My Future On Ice                         |                                                   |
| 1970                                | Singing All Day And Dinner On The Ground / Help Thy Brother     |                                                   |
| 1970                                | Midnight Rambler / Between Fire And Water                       |                                                   |
| 1971                                | I Cried Again / Chattanooga Dog                                 |                                                   |
| 1972                                | I'd Like To Be Sixteen Again / Lonesome Prison Blues            |                                                   |
| 1972                                | Truck Driver’s Queen / Homesick                                 |                                                   |
| 1973                                | Sunny Side Of The Mountain / You Don’t Know My Mind             | Wiederveröffentlichung                            |
| 1973                                | Mary Ann / Just Plain Yellow                                    |                                                   |
| 1974                                | Theme Time / Fly Me To Frisco                                   |                                                   |
| 1974                                | Lost To A Stranger / You Are My Sunshine                        |                                                   |
| 1975                                | There’s Better Times A Comin / I Burried My Future              |                                                   |
| Ranwood Records                     |                                                                 |                                                   |
| 1974                                | Deck Of Cards / Lord’s Prayer                                   | mit Wink Martindale                               |
| Gusto Records                       |                                                                 |                                                   |
| 1978                                | Bluegrass Singing Man / Run Pete Run                            |                                                   |
| 1978                                | Sunny Side Of The Mountain / Goodbye Old Pal                    | Goodbye Old Pal im Original von Cliff Carlisle    |
| 1979                                | One Woman Man / I Can’t Give My Heart Again                     |                                                   |
| 1980                                | Water The Flowers / Please Play The Jukebox                     |                                                   |
| 1982                                | Free Born Man / Water The Flowers                               |                                                   |
| 1982                                | Widow Maker / Truck Driving Man                                 |                                                   |
| 1982                                | Sunny Side Of The Mountain / Ocean Of Diamonds                  |                                                   |
| 1982                                | 20-20 Vision / Will The Circle Be Unbroken                      |                                                   |
| Universal Records                   |                                                                 |                                                   |
| 1989                                | I’m Sitting On Top Of The World / ?                             | B-Seite von der Nitty Gritty Dirt Band            |

### Alben
- 1960: Good’n Country
- 1962: Country Music Time
- 1963: This World Is Not My Home
- 1964: Widow Maker
- 1965: Sunny Side Of The Mountain
- 1966: Good’n Country Music
- 1967: Big and Country Instrumentals
- 1968: Tennessee
- 1969: Freeborn Man
- 1970: Singing All Day
- 1972: I'd Like To Be Sixteen
- 1973: Moonshine Hollow
- 1974: Fly Me To Frisco
- 1978: Greatest Bluegrass Hits
- 1980: Will he Circle Be Unbroken
- 1980: Me’n Old Pete
- 1980: To Mother At Christmas
- 1980: First Time Together (mit Ralph Stanley)
- 1982: One Woman Man
- 1983: With The Osborne Brothers
- 1984: You Don’t Know My Mind
- 1994: Jimmy Martin and the Sunny Mountain Boys (5 CD-Box, Werkausgabe)